# Windpumpe

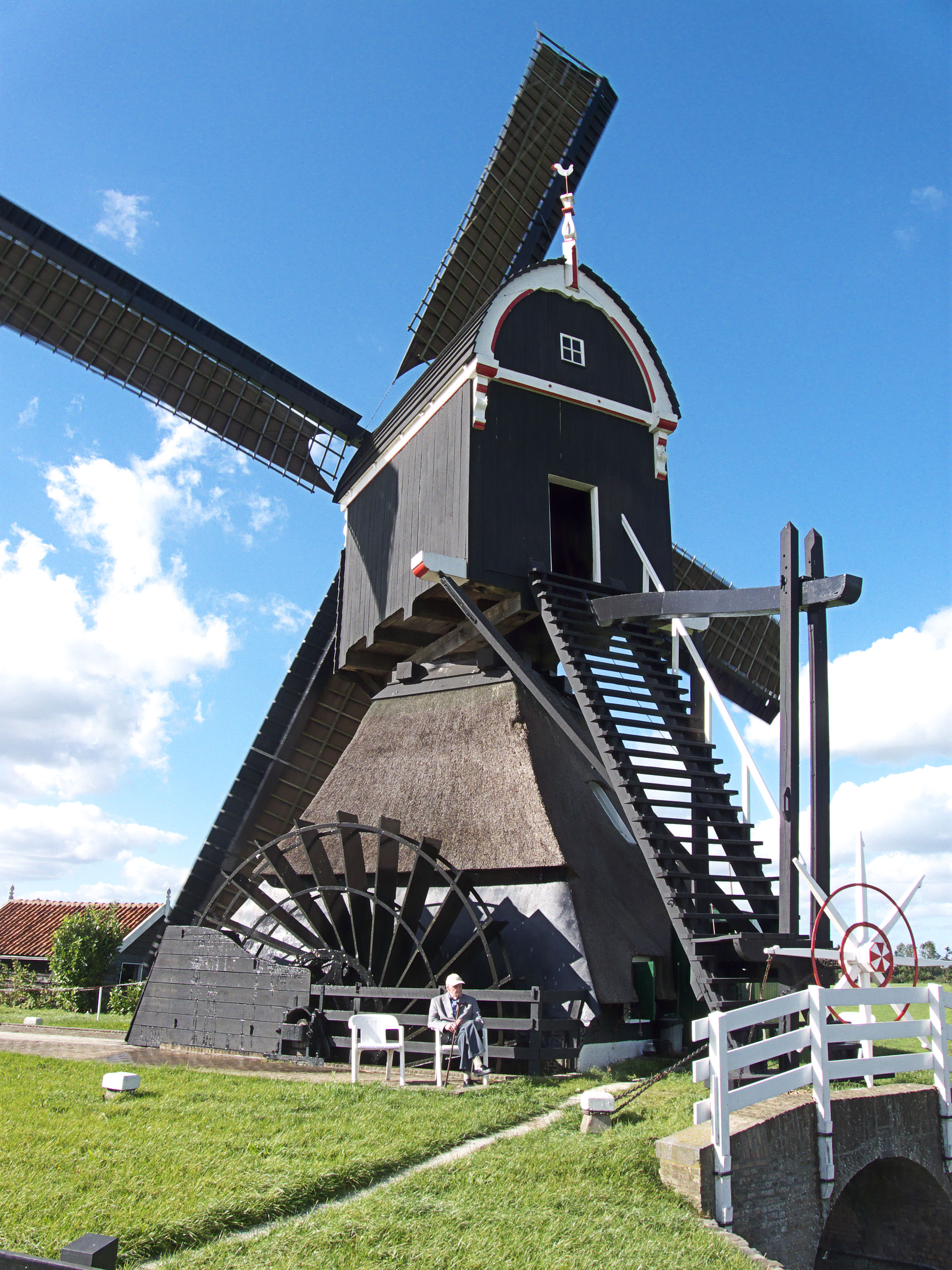
Historische Kokerwindmühle in Streefkerk (Niederlande) mit einem schnelllaufenden Schöpfrad als Windpumpe

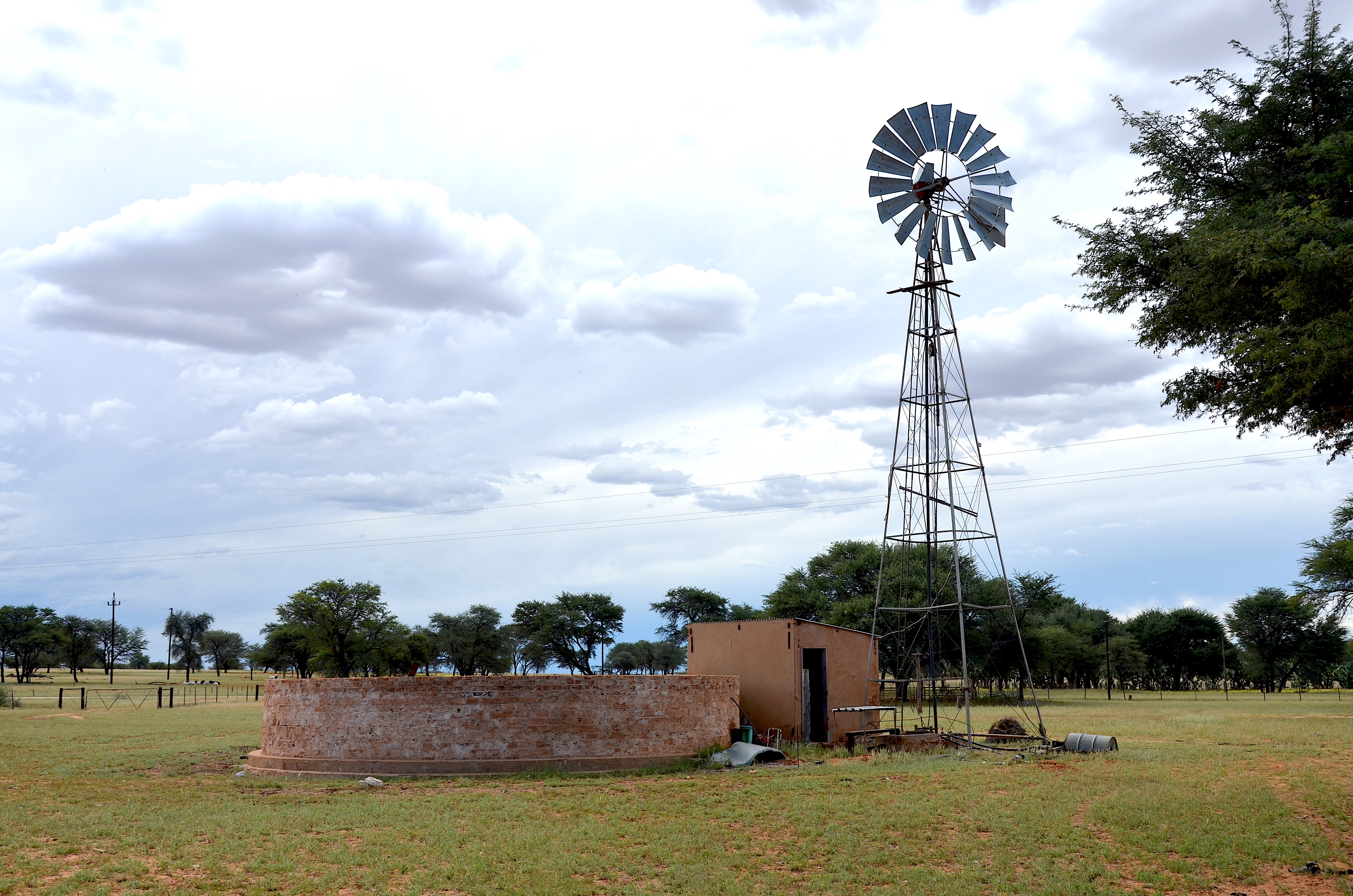
Windmotor mit Bassin in der Kalahari (Trink- und Tränkwasser)

Eine Windpumpe ist ein Windkraftkonverter, der den Wind zum Betrieb einer Pumpvorrichtung nutzt. Historisch kamen verschiedene Bauformen zum Einsatz. Neben den europäischen Windmühlentypen mit Pumpvorrichtung sind vor allem die in industrieller Serienproduktion millionenfach gefertigten amerikanischen Westernmills wichtige Vertreter der Windpumpen.

## Einsatz
Haupteinsatzzweck war die Förderung von Trink- und Tränkwasser sowie Speisewasser für technische Zwecke, jedoch existieren auch weitere Anwendungsgebiete, beispielsweise die Entwässerung von Sumpf- und Moorgebieten oder von neu gewonnenem Land in Küstennähe. Auch zur Bewässerung von Land wurden Windpumpen eingesetzt. Dies gilt auch für die chinesische Windmühle (vertikale Drehachse, siehe Klappflügel-Rotor), die überdies zur Salzgewinnung genutzt wurde. Mittlerweile ist die Nutzung von Windpumpen in den meisten Industriestaaten stark zurückgegangen, während sie in Entwicklungsländern gerade fernab von einer zentralen Energieversorgung eine sowohl preiswerte als auch umweltfreundliche Möglichkeit der Wasserversorgung darstellt. Auch die Möglichkeit der Resterschließung weitgehend erschöpfter Ölquellen in Regionen mit schlechter Infrastruktur wird angestrebt. Mittlerweile haben mehrere Hersteller den Bau von Westernmills wieder aufgenommen, sodass die Zahl der genutzten Anlagen eventuell wieder ansteigt.
Weltweit sind derzeit über eine Million Windpumpen im Einsatz. Für Saudi-Arabien liegen für moderne Windpumpen wirtschaftliche Daten vor. Demnach sind mit einer 2,5-kW-Windpumpe pro Jahr Fördermengen von 30.000 m³ Wasser aus einer Tiefe von 50 Metern möglich; an einem guten Standort betrugen die Förderkosten nach der Studie 1,28 US-Cent pro Kubikmeter.

## Geschichte

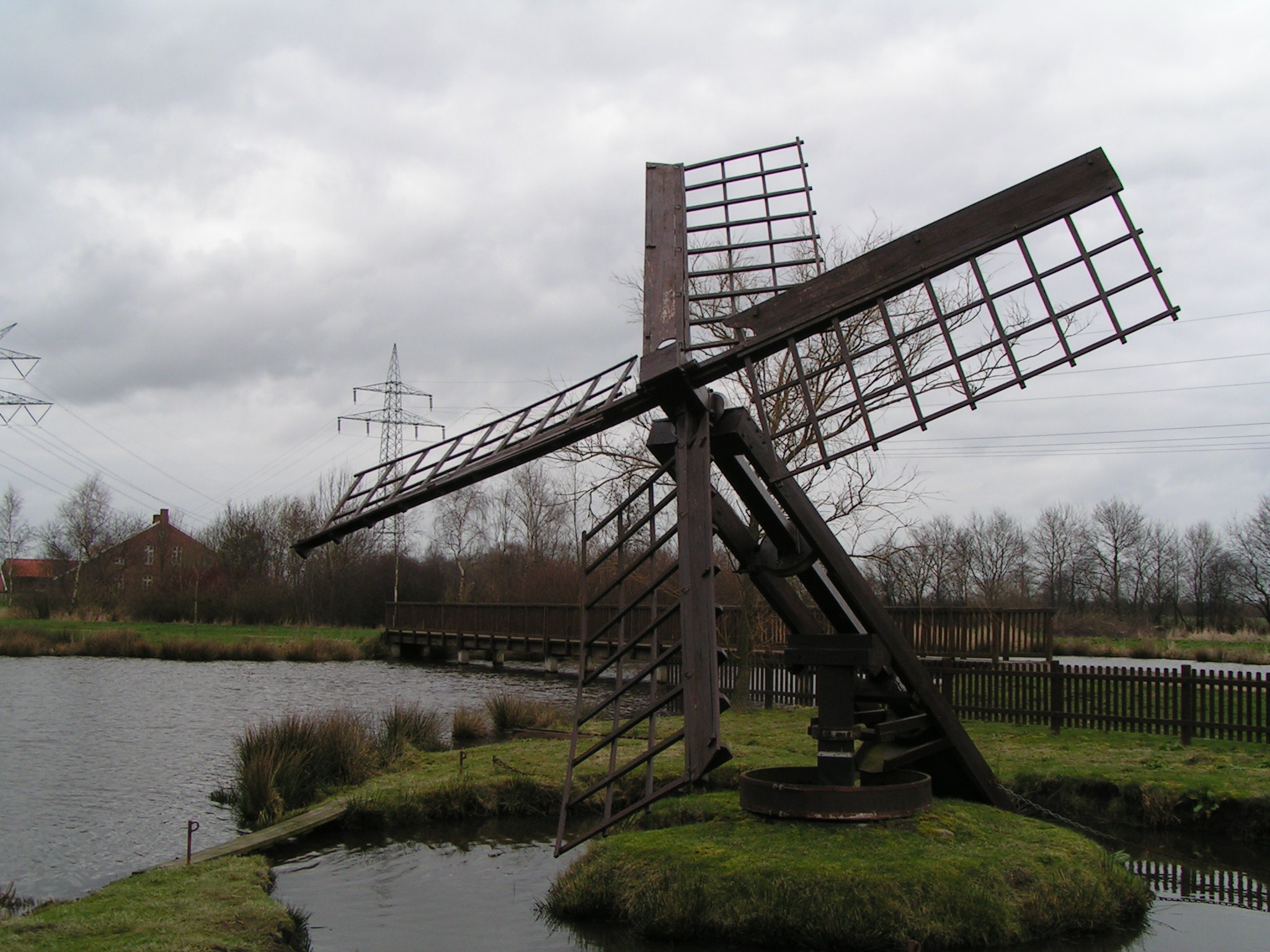
Fluttermühle (Tjasker) beim Museumsbauernhof Lütjegaste (Gemeinde Westoverledingen in Ostfriesland)

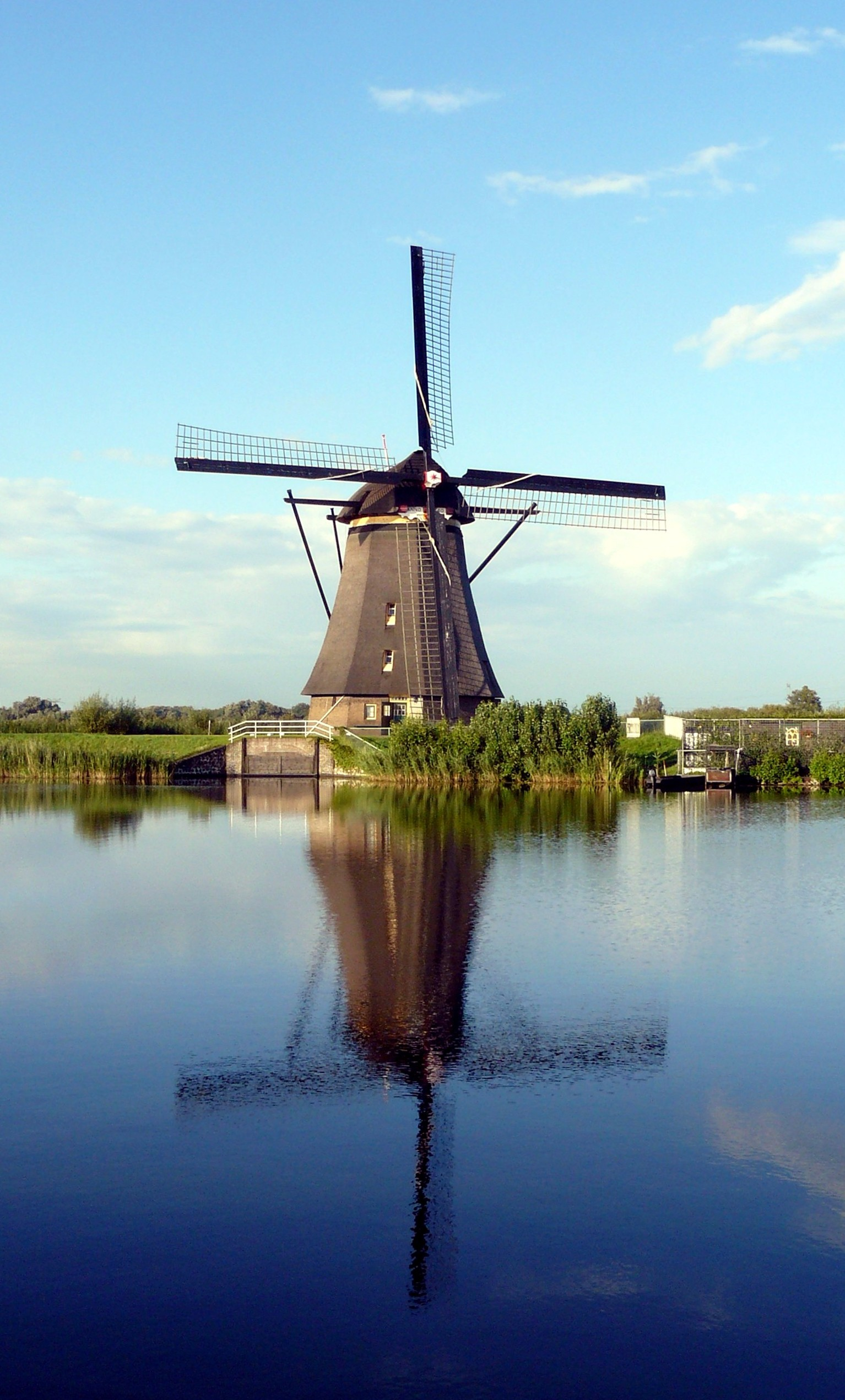
Als Windpumpe dienende Holländerwindmühle in Kinderdijk, Niederlande

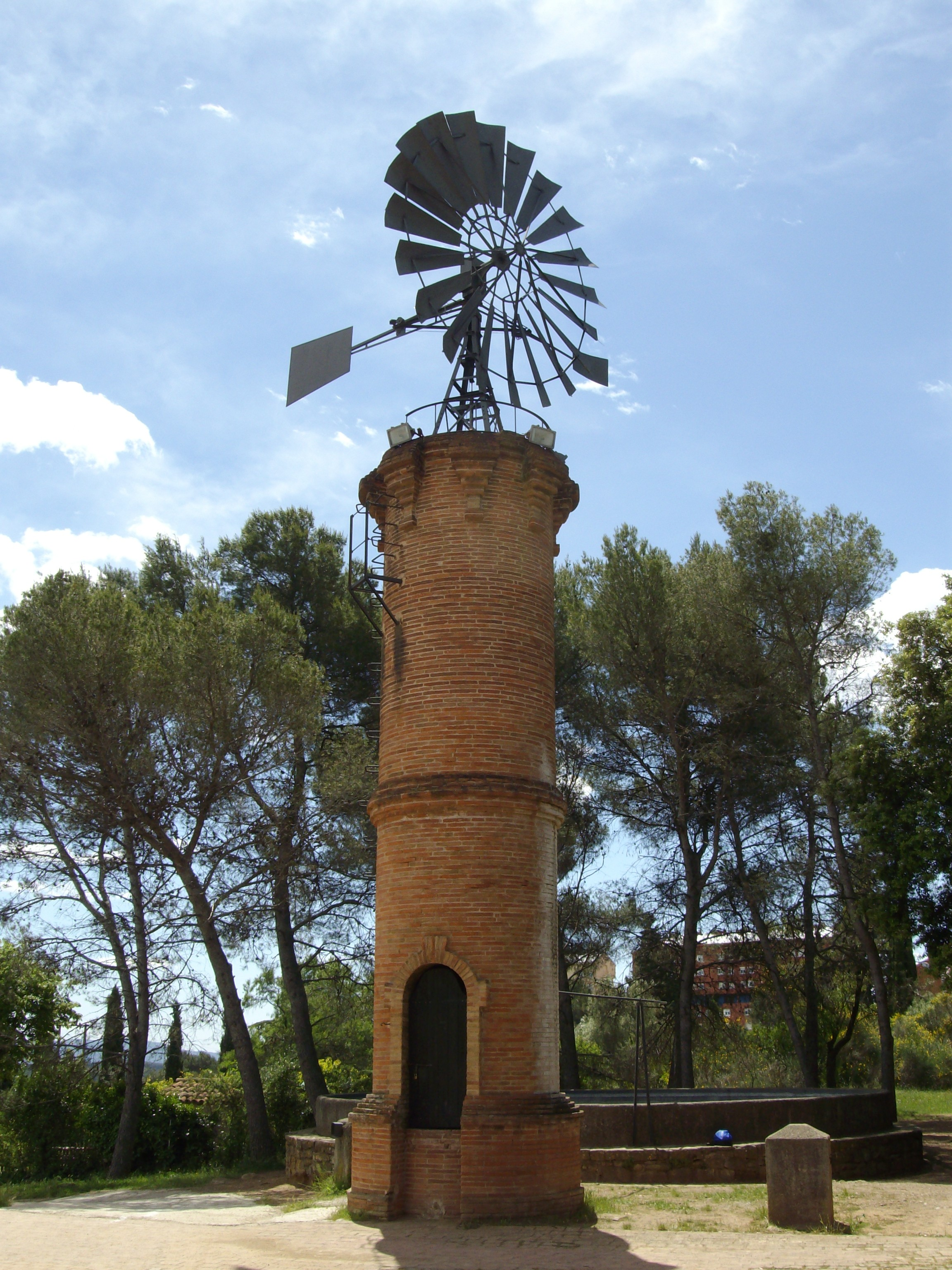
Windpumpe in Sabadell, Spanien

Die Geschichte der Windpumpen datiert bis mindestens in das 16. Jahrhundert zurück, nach anderen Quellen sogar bis ins 14. Jahrhundert. Von großer Bedeutung waren Windpumpen insbesondere in den Niederlanden, wo sie im Rahmen der Landgewinnung zur Entwässerung der neu eingedeichten Polder dienten oder zum Trockenlegen von Seen und Sümpfen eingesetzt wurden. Alleine mit menschlicher und tierischer Muskelkraft wären derart umfangreiche Landgewinnungsmaßnahmen wie in den Niederlanden kaum möglich gewesen. Zunächst kamen hierfür Fluttermühlen zum Einsatz, später wurden Kokerwindmühlen verwendet, an denen außen ein Schaufelrad angebracht war.
Im 16. Jahrhundert wurden schließlich erstmals Mühlen mit einer drehbaren Haube eingesetzt, die sogenannte Holländerwindmühlen. Diese wiesen eine höhere Leistung auf und trugen damit dem gestiegenen Bedarf an Pumpleistung Rechnung. Während Holländerwindmühlen im Rest von Europa vorwiegend als Getreidemühlen eingesetzt wurden, war ihr Haupteinsatzzweck in den Niederlanden die Entwässerung. Da jedoch beim Trockenlegen von Landstrichen häufig die Leistung einer einzelnen Anlage nicht ausreichte, wurden die Windmühlen in Gruppen konzentriert, was als Vorläufer der heutigen Windparks gesehen werden kann.
Dampfpumpen kamen in den Niederlanden dagegen erst gegen 1850, und damit relativ spät auf. Diese waren zwar teurer als die Windpumpen, was aber durch den Vorteil der besseren Steuerbarkeit ausgeglichen wurde. Noch bis Mitte des 19. Jahrhunderts wurde das Wasserpumpen in den Niederlanden fast ausschließlich von Windpumpen erfüllt; 1845 gab es dort erst zwei Dampfpumpen. Nach einem allmählichen Anstieg nahm die Zahl der Dampfpumpen zwischen 1870 und 1885 auf 433 Anlagen stark zu, stagnierte dann aber in etwa auf diesem Niveau. Noch 1896 wurden 41 % der Drainagefläche in den Niederlanden mit Hilfe von Windpumpen entwässert, während Dampfpumpen zu diesem Zeitpunkt einen Anteil von 59 % hatten. Mit der Installation von Verbrennungs- und Elektromotoren ging die Bedeutung der Windpumpen im 20. Jahrhundert weiter zurück.
Einen weiteren Aufschwung erlebten Windpumpen während des 19. Jahrhunderts für die Bewässerung. Einerseits wurden ab der Mitte des 19. Jahrhunderts im Mittelmeerraum (Kreta, Mallorca usw.) eine Vielzahl von Windpumpen zur Bewässerung installiert, andererseits wurde etwa zum selben Zeitpunkt in den USA die vielflügelige Westernmill erfunden, von denen bereits in den 1850er Jahren viele Anlagen abgesetzt wurden. Es dauerte jedoch bis zur Weltausstellung 1876 in Philadelphia, bis sie auch international den Durchbruch erreichten.
Die Westernmills wurden im Gegensatz zu den traditionell von Handwerkern gebauten europäischen Windmühlen zumeist industriell aus Metallblechen hergestellt und wurden mit einer Kolbenpumpe ausgestattet. Durch einen eingebauten Regelmechanismus inklusive Sturmsicherung waren sie in der Lage ohne permanente Überwachung durch einen Bediener autonom zu arbeiten. Damit bot sie sich für die Erschließung des amerikanischen Westens an, wo sie in großer Stückzahl zur Förderung von Trinkwasser für Menschen, Tränkwasser für Tiere und Speisewasser für die neu gebauten Eisenbahnen aufgestellt wurden; später wurden sie auch zur dezentralen Stromerzeugung verwendet.

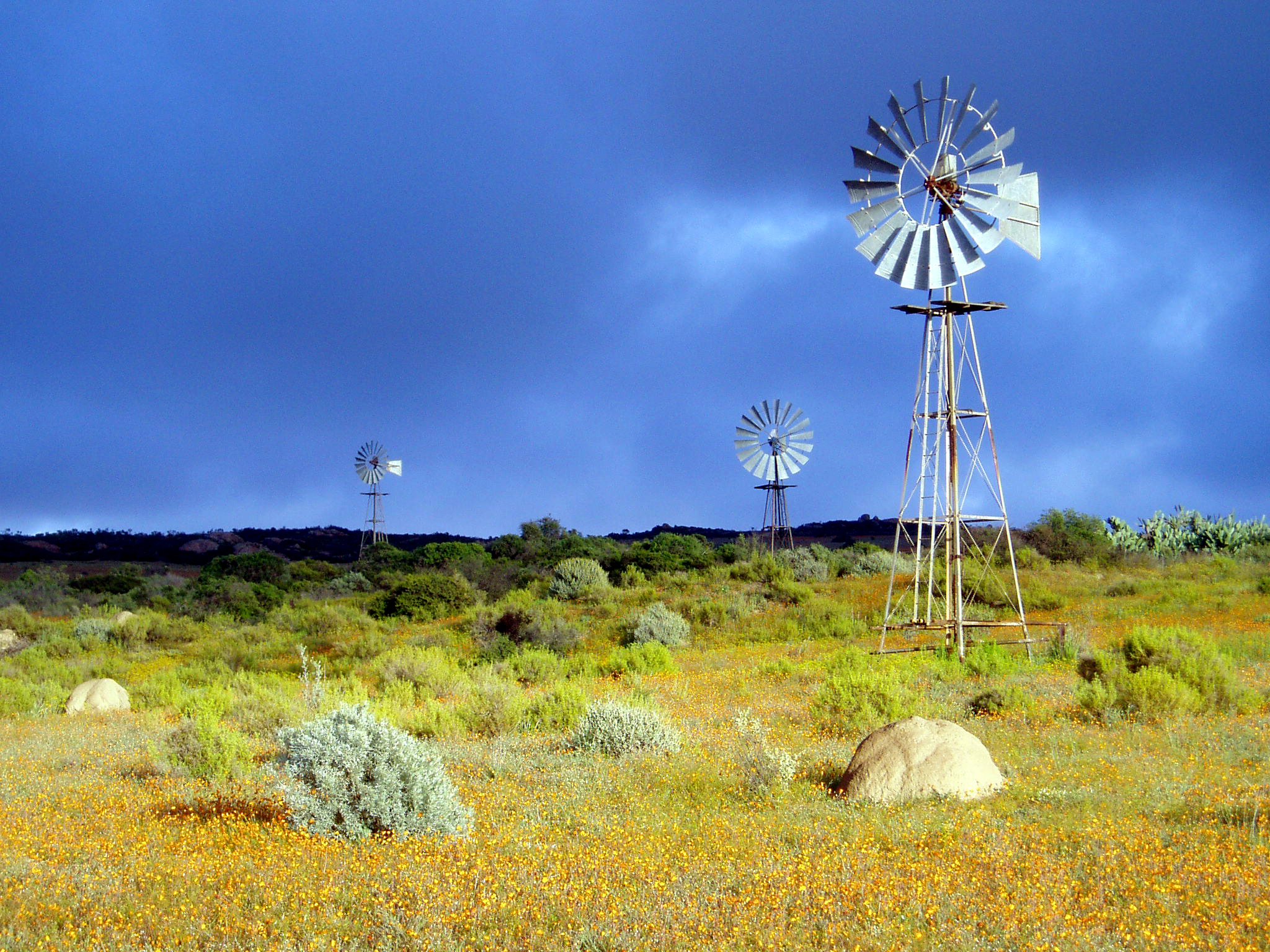
Windpumpen im Namaqua-Nationalpark in Südafrika

Pionier war Daniel Halladay, der 1853 seine erste Anlage entwarf, allerdings erst zwei Jahrzehnte später mit neu konstruierten Anlagen, die noch bis 1929 produziert wurden, auch wirtschaftlich erfolgreich war. Während Halladay auf eine vergleichsweise komplizierte Anlagensteuerung mit sich aus dem Wind drehenden Rotorblättern setzte, konstruierte Reverend Leonard H. Wheeler mit der sogenannten „Eclipse“ eine andere Anlage, die sich durch eine mit einem Federmechanismus kombinierte Seitenfahne bei hohen Windgeschwindigkeiten komplett aus dem Wind drehte und sich beim Abflauen wieder selbsttätig ausrichtete. Diese beiden Typen waren die erfolgreichsten Westernmills, wenn auch noch deutlich mehr Anlagenvarianten gebaut wurden.
1889 gab es in den USA bereits 77 Hersteller von Western-Mills, die jährlich mehrere Tausend Anlagen verkauften. Zwischen 1860 und 1960 produzierten rund 1000 Hersteller über 1100 verschiedene Typen, die auch in viele andere Staaten insbesondere auf dem amerikanischen Kontinent, aber auch nach Europa exportiert wurden. Alleine für das Jahr 1910 ist beispielsweise der Export von 15.000 derartiger Anlagen aus den USA nach Argentinien nachgewiesen. 1930 wurden knapp 100 Hersteller mit rund 2300 Beschäftigten gezählt. Auch nach Europa und Deutschland wurden Exemplare sowie Produktionslizenzen exportiert, dort setzten sie sich jedoch nicht durch.
Nach Hau wurden bis 1930 über 6 Millionen Westernmills produziert. Noch heute werden sie nach Gasch et al. zu zehntausenden in Staaten wie Australien, Argentinien oder den USA eingesetzt, Hau schätzt dagegen alleine die Zahl der in den USA verbliebenen Anlagen auf rund 150.000.

## Technik

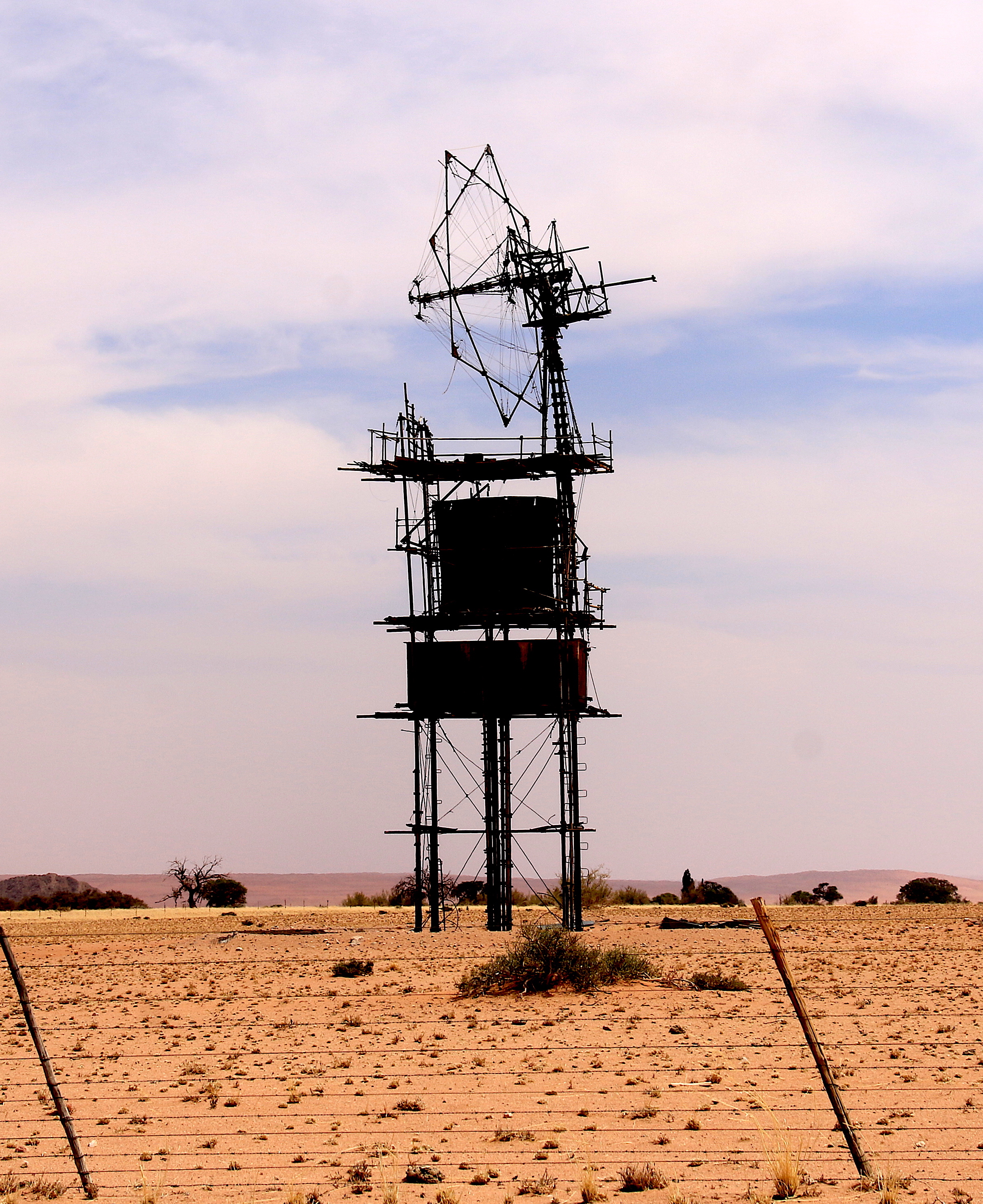
Alte, sehr große Windpumpe bei Aus (Namibia)

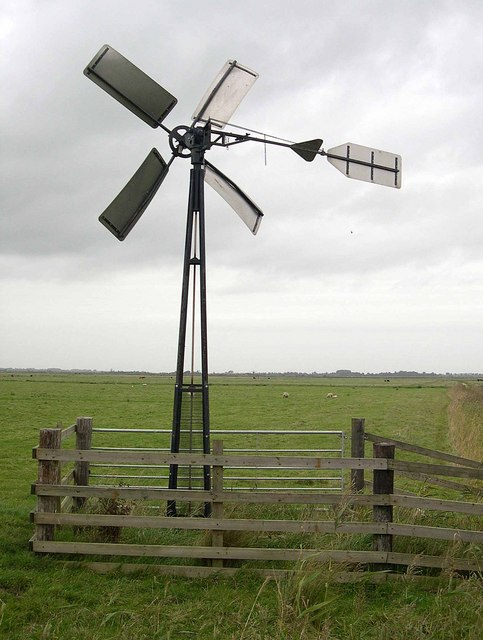
Moderne Windpumpe in England

Windpumpen bestehen aus einem Windrad, einem Getriebe und einer Pumpe. Sie lassen sich sowohl mit mechanischer als auch mit elektrischer Kraftübertragung betreiben. Anlagen mit elektrischer Kraftübertragung haben gegenüber der mechanischen Variante Vorteile wie die unabhängige Wahl von Windrad- und Pumpenstandort oder bei großen Bohrtiefen, die mit mehrstufigen Kreiselpumpen erschlossen werden müssen. Allerdings ist ihr Wirkungsgrad geringer. Deshalb kommen vorwiegend Windpumpen mit mechanischer Kraftübertragung zum Einsatz.
Die aerodynamische Auslegung der Windpumpe erfolgt üblicherweise anhand der eingesetzten Pumpenart, die wiederum von der Fördertiefe und den hydraulischen Bedingungen am Aufstellungsort abhängig ist. Mit dem Verdrängungsprinzip arbeitende Pumpen wie Kolbenpumpen, Membranpumpen und Exzenterschneckenpumpe benötigen ein hohes Anlaufdrehmoment, während Kreiselpumpen auch mit einem geringen Drehmoment anlaufen können. Deshalb werden für Kreiselpumpen schnellläufige Windräder eingesetzt, während für Verdrängungspumpen langsamläufige Turbinen gewählt werden.
Die wichtigste Verdrängungspumpenart ist die Kolbenpumpe, die bei einem Wirkungsgrad von bis zu 85 % Fördertiefen bis etwa 300 Meter ermöglicht. Nachteilig ist der schwierigere Anlauf, dem aber durch entsprechende Auslegung des aerodynamischen Teils der Anlage begegnet werden kann. Weniger gängig sind Membranpumpen, die zwar größere Förderströme erreichen, aber einen niedrigeren Wirkungsgrad aufweisen und deren Verbreitung zusätzlich durch die kürzere Lebensdauer der Membran gehemmt wird. Auch die Exzenterschneckenpumpe ist nur wenig verbreitet.
Für niedrige Fördertiefen bis circa 10 Meter, wie sie bei der Grundwassergewinnung auftreten, kommen einstufige Kreiselpumpen zum Einsatz, die sowohl ein gutes Anlaufverhalten aufweisen als auch unempfindlich gegenüber verschmutztem Wasser sind. Des Weiteren existieren auch Anlagen mit Schneckentrogpumpen, Kettenpumpen und Mammutpumpen, die jedoch allesamt einen niedrigen Wirkungsgrad besitzen.